# Totolinga
Totolinga är en ort i Mexiko.   Den ligger i kommunen Los Reyes och delstaten Veracruz, i den sydöstra delen av landet, 240 km öster om huvudstaden Mexico City. Totolinga ligger 1 505 meter över havet och antalet invånare är 310.
Terrängen runt Totolinga är varierad, och sluttar brant österut. Runt Totolinga är det ganska tätbefolkat, med 155 invånare per kvadratkilometer. Närmaste större samhälle är Orizaba, 19,2 km norr om Totolinga. I omgivningarna runt Totolinga växer i huvudsak städsegrön lövskog.